# Линкеј Самоски
Линкеј Самоски (старогрчки: Λυγκεὺς ὁ Σάμιος) био је старогрчки аутор комедија, писама и шаљивих анегдота.

## Биографија
Његов брат је био историчар Дурид Самоски.
Живео је крајем 4. и почетком 3. века пре нове ере. Био је Теофрастов ученик. Његови радови, посебно писма и есеј Куповина за храну, показују посебно интересовање за гастрономију. Такође је био прималац важног Хиполоховог писма о трпези у Македонији . Био би практично непознат да није било бројних цитата из његових дела у Deipnosophistae аутора Атенеја.
Као аутор комедије, Линцеј је сврстан међу писце Атинске нове комедије, а један сачувани фрагмент из његове драме Kentauros („Кентаур“), како га цитира Атенеј (131ф), појављује се у стандардним збиркама сачуваних фрагмената комедија. У питању је сцена смештена у Атину у којој се расправља о менију за вечеру, с обзиром на градове порекла гостију и вероватне преференције у храни.
Спомињу се ова његова дела: Египатске повести (Αἰγυπτιακά), Записи (Ἀπομνημονεύματα), Изреке (Ἀπόφθέγματα), Обедна писма (Ἐπιστολαί δειπνητικαί), Vештина набавке (Τέχνη ὀψωνητική).
Једина збирка фрагмената из Линкејове прозе налази се у раду енглеског лингвисте Ендруа Далбија објављеном 2000. године.